# جوجل سجست
جوجل سجست (بالإنجليزية: Google Suggest) (أو اقتراح الكلمات الرئيسية من جُوجِل) هي مِيزة تُظهر استعلام البحث تلقائيًا، فعندما يقوم المُستخدِم بإدخال كلمة رئيسية في مربع البحث، يتم اقتراح استعلامات حَول عمليات البحث الأكثر بحثًا ورواجًا بالكلمة التي تم إدخالها. وتظهر الكلمات المقترحة عند أدنى مربع البحث. أُقترحت المِيزة لأول مرة عام 2004، وقد أُطلقت لأول مرة في 2008 (وفقًا لصحيفة ذا إيكونوميك تایمز [الإنجليزية]).

## تاريخ
بدأت جوجل في تطوير المِيزة في عام 2004، وتم تطويرها إلى حد كبير بواسطة كيفين غيبز (بالإنجليزية: Kevin Gibbs). تَمَّ تنشيطها في عام 2008، وأصبحت مُتاحةً في ألمانيا مُنذ أبريل 2009. يُمكن أَن تتأثر وتتحدَّث المِيزة خِلال أقل من 24 ساعة.

## الاستخدام
على سبيل المثال، عِند اقتراح كلمة «Cancer»، فإن المِيزة تستشعرها وتقترح على الفور سلاسل متنوعة ذات صلة من قاعِدة بياناتها مثل «Cancer bracelets» و «Cancer statistics» و «Cancer treatment» وما شابه ذلك.

## النقد
في فرنسا عام 2012، رَفعت العديد من منظمات حقوق الإنسان دعوى قضائية ضد جوجل. على وجه التحديد، بما يتعلق بالاقتراحات التي تقدمها المِيزة. فعِند استخدام المِيزة، تظهر ارتباطات تلقائيًا تربط شخصيات معينة بمُصطلح «يهودي». لذلك، يُقال أَنَّ جوجل تنتهك قانونًا ساريًا في فرنسا. على مبدأ «يُحظر إنشاء أرشيفات تستند إلى معايير عرقية». جوجل نفسها لم تُعلق بعد على هذا الموضوع.